# Micropera costulata
Micropera costulata är en orkidéart som först beskrevs av Johannes Jacobus Smith, och fick sitt nu gällande namn av Leslie Andrew Garay. Micropera costulata ingår i släktet Micropera och familjen orkidéer. Inga underarter finns listade i Catalogue of Life.